# Robert H. Purcell

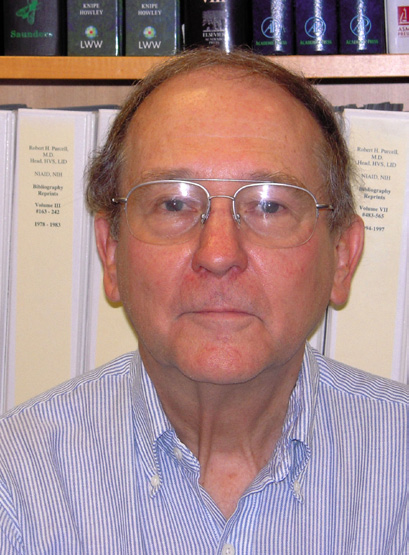
Robert H. Purcell, 2013

Robert H. Purcell (* 19. Dezember 1935) ist ein US-amerikanischer Mediziner.
Purcell studierte Biochemie an der Baylor University (Masterabschluss) und Medizin an der Duke University und ging nach dem Beginn der Facharztausbildung in Pädiatrie (Internship) 1963 zum Epidemic Intelligence Center des Centers for Disease Control and Prevention (CDC). Seit 1974 leitet er die Hepatitis Forschung beim National Institute of Allergy and Infectious Diseases (NIAID) der National Institutes of Health.
Purcell ist bekannt für die Forschung über Hepatitis-Viren, der Charakterisierung und Identifizierung verschiedener Virustypen, Studien zu deren Epidemiologie, der Entwicklung diagnostischer Verfahren und von Impfstoffen gegen Hepatitis A und E. Dabei arbeitete er eng mit John L. Gerin von der Georgetown University zusammen.
1998 erhielt er mit Gerin den König-Faisal-Preis in Medizin und er erhielt zahlreiche weitere Preise (Gorgas Medaille, Squibb Award der Infectious Diseases Society of America, Goldmedaille der Canadian Liver Foundation). Er ist Mitglied der National Academy of Sciences und der American Academy of Microbiology (AAM) der American Society for Microbiology (ASM).